# 칭다오 국제 맥주 축제

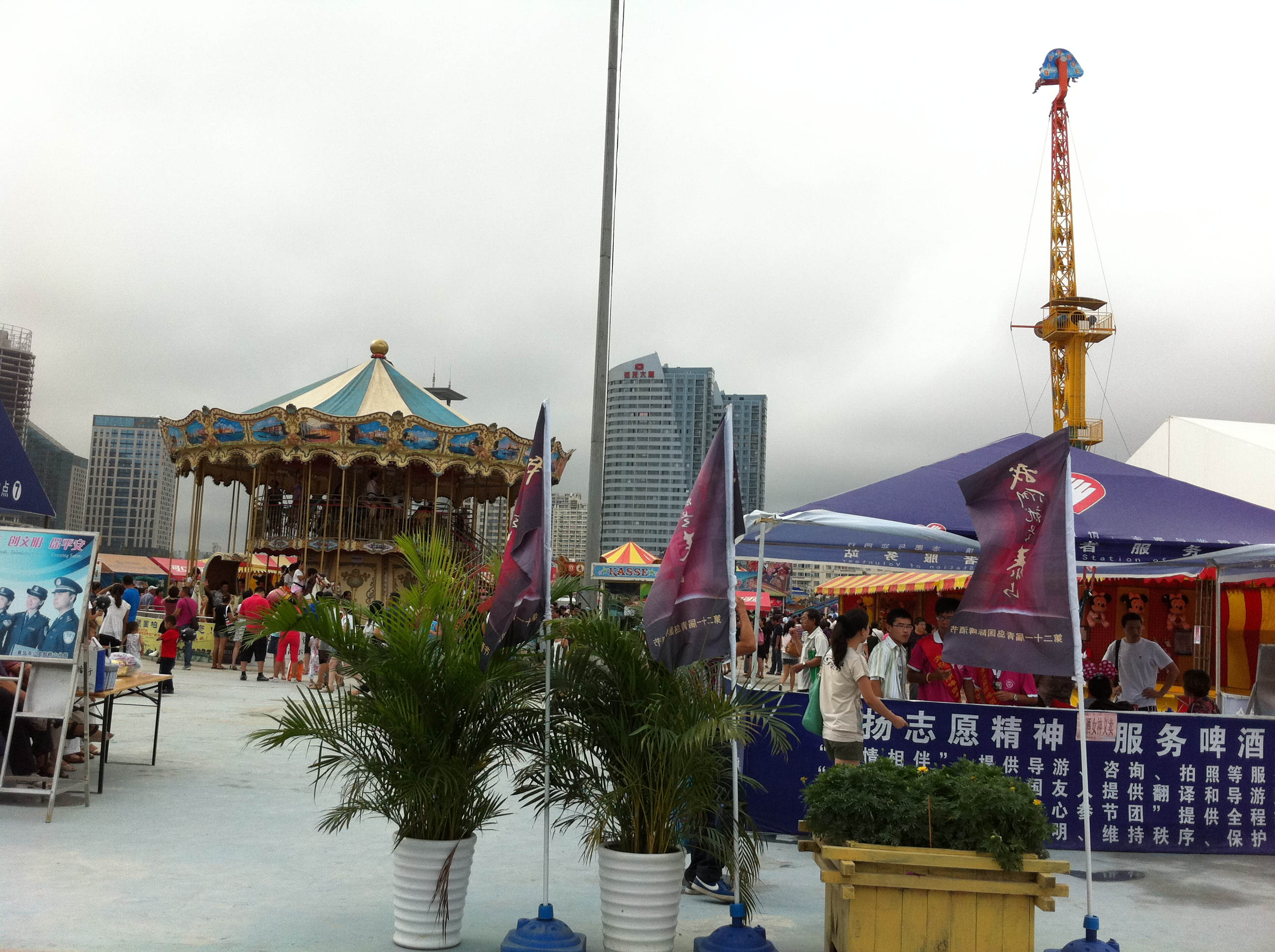
칭다오 국제 맥주 축제

칭다오 국제 맥주 축제(중국어 간체자: 青岛国际啤酒节, 정체자: 青島國際啤酒節, 병음: qīngdǎo guójì píjiǔjiē)는 중국 칭다오시에서 열리는 맥주 축제이다.